# Milla Baldo Ceolin
Massimilla „Milla“ Baldo Ceolin, auch Baldo-Ceolin, (* 12. August 1924 in Legnago; † 25. November 2011 in Padua) war eine italienische experimentelle Teilchenphysikerin. Sie war seit 1964 Professorin an der Universität Padua und damit deren erste Lehrstuhlinhaberin.

## Leben
Milla Baldo Ceolins Vater war Besitzer einer kleinen Autowerkstatt. Wegen der Bombardements Nord-Italiens während des Zweiten Weltkriegs konnte sie erst nach Ende des Krieges studieren. 1952 machte sie ihren Laurea-Abschluss in Physik an der Universität Padua. Ihre von Nicolò Dallaporta betreute Laurea-Arbeit behandelte das Einfangen von Pionen. Im Anschluss arbeitet sie zunächst gemeinsam mit William F. Fry in Padua zu geladenen und neutralen Kaonen. Es gelang ihnen das Modell zu bestätigen, dass der amerikanische Physiker und späteren Nobelpreisträger Murray Gell-Mann und der amerikanische Physiker und Wissenschaftshistoriker Abraham Pais vorgeschlagen hatten. Nachdem die Proton- und Neutron-Anti-Teilchen entdeckt worden waren, kollaborierte sie am Bevatron in Berkeley mit Derek Prowse, um diese Arbeit auf Hyperonen zu erweitern. 1958 entdeckten sie gemeinsam das Anti-Lambda-Teilchen, das erste Antiteilchen-Hyperon, das gefunden wurde. Außerdem untersuchte sie das Kaon-Antikaon-System. Damals arbeitete sie noch mit Kernemulsionen als Detektoren. 1958 habilitierte sie sich in Rom (Libera Docenza). In den 1960er Jahren untersuchte sie das Kaon-System und dessen Symmetrien mit Blasenkammern am Argonne National Laboratory, dem CERN und am ITEP in Moskau.
1963 bekam sie eine volle Professur an der Universität Padua und war damit die erste Frau mit einem Lehrstuhl seit 1222. Von 1965 bis 1968 war Baldo Ceolin Leiterin der Sektion des Istituto Nazionale di Fisica Nucleare (INFN) in Padua und von 1973 bis 1978 Leiterin der Physik-Fakultät. In den 1970er Jahren wandte sie sich der Neutrinophysik zu. Im NUE Experiment am CERN untersuchte sie mit der Gruppe von Helmut Faissner (Aachen) und mit Funkenkammern als Detektoren elastische Streuung von Neutrino und Antineutrino an Elektronen und ermittelte einen Wert für den Weinbergwinkel. Außerdem war sie Teil einer italienisch-französisch-niederländisch-norwegischen Kollaboration am Super Proton Synchrotron (SPS) des CERN, das neutrale und geladene schwache Ströme an freien Protonen und Neutronen untersuchte. 1976 schlug sie ein Experiment zur Beobachtung von Elektron-Muon-Neutrino-Oszillationen vor, das ein paar Jahre später umgesetzt wurde, aber keine Oszillationen entdecken konnte, für diese aber obere Schranken angab. Sie setzte die Suche als Leiterin der italienischen Gruppe der NOMAD Kollaboration in den 1990er Jahren am CERN fort. Am Institut Laue-Langevin suchte sie nach Neutron-Antineutron-Oszillationen. Sie unterstützte die Entwicklung des ICARUS-Experiments und dessen Installation im Gran Sasso Labor.
1988 initiierte sie die Reihe internationaler Workshops zu Neutrinoteleskopen am Istituto Veneto di Scienze, Lettere ed Arti. 1998 emeritierte sie in Padua (Professor Emeritus).
Sie war Mitglied der Accademia dei Lincei (1987), der Accademia Galileiana di Scienze, Lettere ed Arti (1966), und des Istituto Veneto (1977).

## Auszeichnungen
- 1976 Antonio-Feltrinelli-Preis[2]
- 1978 Goldmedaille Benemeriti della Scuola, della Cultura e dell’Arte des italienischen Wissenschaftsministeriums[2]
- 1995 Goldmedaille Benemeriti della Scienza e della Cultura des italienischen Wissenschaftsministeriums[2]
- 2007 Premio Enrico Fermi[9]